# Tyree Glenn

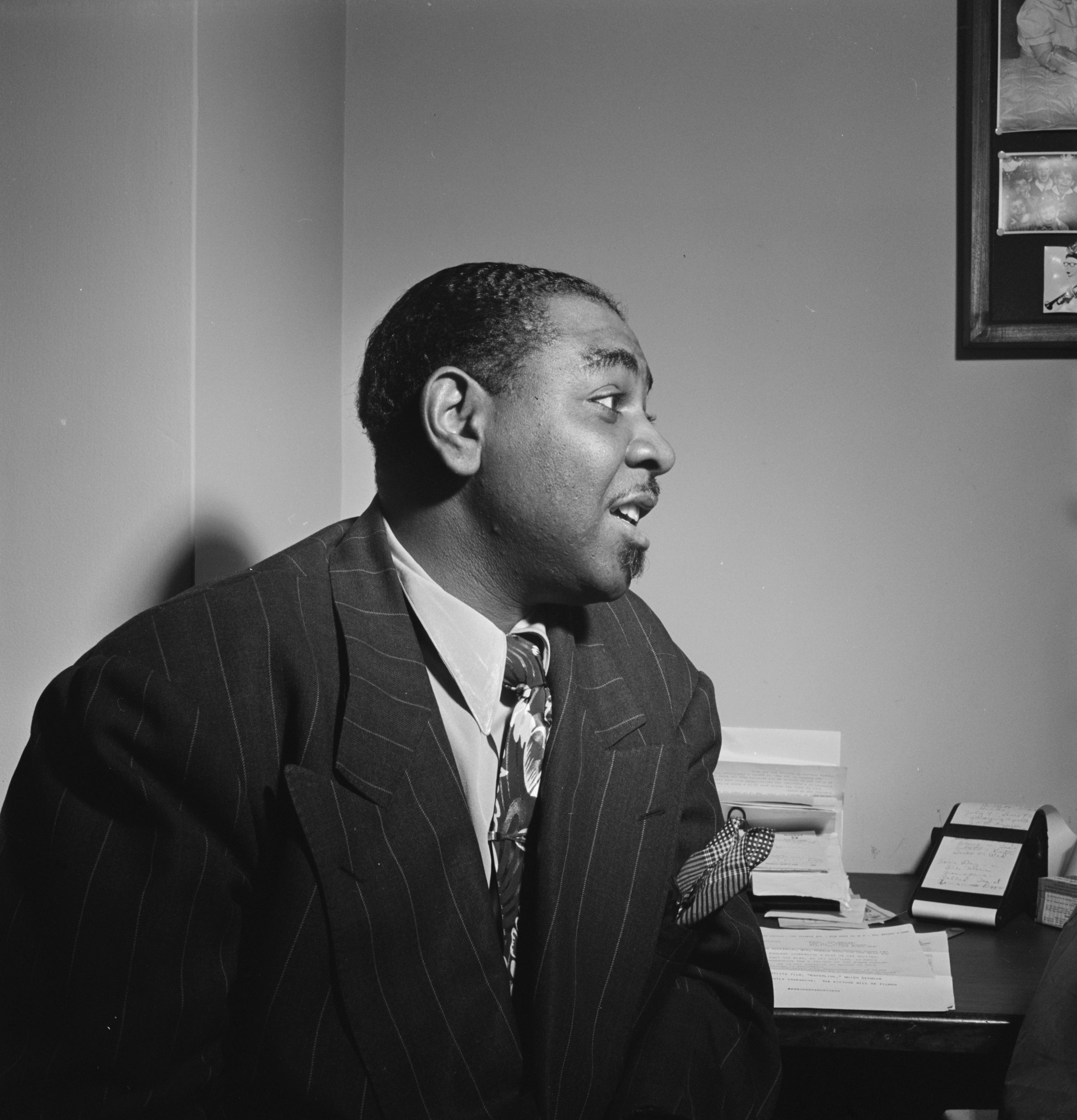
Tyree Glenn
Foto von William P. Gottlieb.

Evans Tyree Glenn (* 23. November 1912 in Corsicana (Texas); † 18. Mai 1974 in Englewood, New Jersey) war ein US-amerikanischer Jazz-Posaunist des Swing.
Er ist der Vater der beiden Musiker Tyree Glenn junior und Roger Glenn.
Tyree Glenn spielte ab 1929 in lokalen Orchestern, danach mit Tommy Mills in Washington, D.C. 1934–36 und in New York mit Eddie Barefield 1936/37, in der Studioband des „Jazzbarons“ Timme Rosenkrantz 1938, bei Benny Carter 1939/40 und Cab Calloway 1940–46. Glenn besuchte 1946 Europa mit Don Redmans Orchester und wurde nach seiner Rückkehr in die USA von Duke Ellington engagiert, bei dem er bis zum Frühjahr 1951 blieb. Ab 1952 arbeitete er als Studiomusiker für TV- und Radio-Stationen in New York und arbeitete als freischaffender Musiker für verschiedene Swing- und Dixieland-Formationen. Mit einem eigenen Quartett trat er in der zweiten Hälfte der 1950er Jahre in New York auf, außerdem von 1952 bis 1963 in der Daily Radio Show. 1965 bis 1968 tourte Glenn mit den Louis Armstrong All Stars; mit Armstrong spielte er bis zu dessen Tod 1971. In seinen letzten Jahren leitete er wieder eine eigene Band.
Glenn führte im Ellington Orchester den von Joe Tricky Sam Nanton bekannten Growl (Wah Wah)-Stil fort, spielte jedoch auch eine exzellent swingende Posaune. Gelegentlich trat er als Vibraphonist auf. Zu hören ist er in Benny Carters „Melancholy Lullaby“ 1939, Rex Stewarts „Three Horn Parlay“ 1945, Duke Ellingtons „Hy’a Sue“, „Three Cent Stomp“, „Sultry Serenade“ 1947 und auf Einspielungen mit Don Byas, Cab Calloway, Sid Catlett, Milt Hinton, Billie Holiday, Jonah Jones, Hot Lips Page, Timmie Rosenkrantz, Billy Taylor und Joe Thomas.

## Lexikalischer Eintrag
- Richard Cook, Brian Morton: The Penguin Guide to Jazz on CD. 6. Auflage. Penguin, London 2002, ISBN 0-14-051521-6.
- Carlo Bohländer, Karl Heinz Holler, Christian Pfarr: Reclams Jazzführer. 3., neubearbeitete und erweiterte Auflage. Reclam, Stuttgart 1989, ISBN 3-15-010355-X.
- Martin Kunzler: Jazz-Lexikon. Rowohlt, Reinbek 1988.
- Bielefelder Katalog Jazz, 2001.